# Adolf-Grimme-Preis 2008
Der 44. Adolf-Grimme-Preis wurde 2008 verliehen. Die Preisverleihung fand am 4. April 2008 im Theater Marl statt. Die Moderation übernahm dabei Dieter Moor.
Im Rahmen der Veranstaltung wurden neben dem Adolf-Grimme-Preis noch weitere Preise, unter anderem auch der Marler Gruppe, vergeben.

## Preisträger

### Adolf-Grimme-Preis

#### Fiktion
- Eine andere Liga (ZDF/ARTE)
  - Buket Alakuş (Buch/Regie)
  - Jan Berger (Buch)
  - Karoline Herfurth, Ken Duken, Thierry van Werveke (Darstellung)
- Eine Stadt wird erpresst (ZDF/ARTE)
  - Dominik Graf (Buch/Regie)
  - Rolf Basedow (Buch)
  - Alex Fischerkoesen (Kamera)
  - Uwe Kockisch (Hauptdarstellung)
- Guten Morgen, Herr Grothe (ARD/WDR)
  - Beate Langmaack (Buch)
  - Lars Kraume (Regie)
  - Sebastian Blomberg und Ludwig Trepte (Darstellung)
  - Nessie Nesslauer (Casting)
- KDD – Kriminaldauerdienst (ZDF)
  - Orkun Ertener (Buch)
  - Kathrin Breininger (Produktion)
  - Manfred Zapatka (stellv. für das Darstellerteam)
- An die Grenze (ZDF/ARTE)
  - Stefan Kolditz (Buch)
  - Urs Egger (Regie)
  - Christian Granderath (Produktion)
  - Jacob Matschenz und Bernadette Heerwagen (Darstellung)

#### Unterhaltung
- Dr. Psycho (ProSieben)
  - Ralf Husmann (Headwriter)
  - Ralf Huettner und Richard Huber (Regie)
  - Christian Ulmen (stellv. für das Darstellerteam)
- Fröhliche Weihnachten mit Wolfgang und Anneliese (Sat.1)
  - Anke Engelke und Bastian Pastewka (Hauptdarstellung)

#### Information & Kultur
- Unser täglich Brot (ZDF/3sat/ORF)
  - Nikolaus Geyrhalter (Buch/Regie/Kamera)
  - Wolfgang Widerhofer (Buch/Schnitt/Dramaturgie)
- Das kurze Leben des José Antonio Gutierrez (ZDF/ARTE)
  - Heidi Specogna (Buch/Regie)
- Monks – The Transatlantic Feedback (ZDF/3sat/HR)
  - Dietmar Post und Lucía Palacios (Buch/Regie)
- Die Sammlung Prinzhorn – Wahnsinnige Schönheit. (Nach dem Arzt Hans Prinzhorn) (SWR/ZDFdokukanal)
  - Christian Beetz (Buch/Regie)
- Luise – eine deutsche Muslima (NDR/WDR/ARTE)
  - Beatrix Schwehm (Buch/Regie)

### Besondere Ehrung
- Iris Berben (für ihre programmprägenden schauspielerischen Leistungen und ihr gesellschaftlich-politisches Engagement)

### Sonderpreis Kultur des Landes NRW
- Sandra Schießl für die Regie des Trickfilms Tomte Tummetott und der Fuchs (ZDF)

### Publikumspreis der Marler Gruppe
- Christian Beetz für Buch und Regie der Dokumentation Die Sammlung Prinzhorn – Wahnsinnige Schönheit (SWR/ZDFdokukanal)

### Mercedes-Benz Förderstipendium
- Clemens Schönborn für Buch und Regie des Films Der Letzte macht das Licht aus! (ZDF)